# Шут (театр кукол)
Воронежский государственный театр кукол имени В. А. Вольховского (Воро́нежский теа́тр ку́кол «Шу́т») — кукольный театр в г. Воронеж.

## История театра
Кукольный театр Воронежа начал свою историю с первого представления, которое состоялось 8 октября 1925 года в зале Воронежского университета. Театр кукол Воронежского университета создавался как любительский, но 5 ноября 1930 г. был передан в подчинение областного отдела народного образования и далее работал при Молодом театре. Основу труппы составили молодые артисты из университетского театра, и они определили и репертуар театра. Однако в этот же день основатель театра Н. М. Беззубцев был арестован в рамках Академического дела.
В 1934 г. театром руководил Б. А. Никольский, режиссёром была Т. К. Литвинова, актёрскую труппу представляли Н. Н. Агатов, Ю. А. Мягков, Е. Х. Радина, А. Ф. Болотова, Т. А. Екимов, В. Н. Михатова, С. Д. Миронова, В. Д. Жеребцов, Н. И. Мустрина.
1937 г. праздновалось пятилетие Молодого театра. В выпущенной по этому случаю программе значилось: художественный руководитель театра — Е. Амантов, художественный руководитель театра кукол — Н. М. Беззубцев, художник — Н. Н. Королёв.
В 1944 г. театр работал под руководством директора Сергея Оскаровича Вольфа. Театр работал в помещении Театра драмы, а немногочисленная труппа состояла из 5 актрис и 2 актёров.
В 1947-48 гг. труппа театра поставила такие спектакли как «Красная шапочка», «Цветы мести», «Кот в сапогах», «Финист — ясный сокол», «Хрустальный башмачок».
Театральный сезон 1951-52 гг. труппа под руководством директора Н. Ф. Реутского и главного режиссёра А. С. Чертов играла на сцене пьесы «Иван — крестьянский сын», «Волшебная калоша», «Мистер Твистер», «Медведь и девочка», «Лисичка-сестричка».
10 декабря 1975 года общественность Воронежа отмечала 50-летие Воронежского областного театра кукол. Сохранилось письмо С. В. Образцова первому секретарю Воронежского Обкома КПСС В. Н. Игнатову, в котором он обращает внимание на необходимость собственного здания для театра кукол. Так обрело новую жизнь старинное здание 19 века, в котором ранее размещались вторая мужская гимназия, в годы Первой мировой войны — частная гимназия, эвакуированная из Литвы, после Октябрьской революции — третья советская трудовая школа, клуб студентов, Облоно, Дом художественной самодеятельности профсоюзов.
Авторы проекта реконструкции: архитекторы Николай Самуилович Топоев (руководитель авторского коллектива), Валентин Глебович Фролов, инженеры-конструкторы Щекалев Владимир Викторович, Пучков Станислав Васильевич, скульпторы Иван Павлович Дикунов, Эльза Николаевна Пак, художник-монументалист Клепинин Владимир Дмитриевич за эту работу удостоены Государственной премии РСФСР имени Н. К. Крупской (1990).
Стройка была объявлена народной, велась быстрыми темпами и в 1984 году театр кукол обрёл свои стены.
Художественным руководителем театра в 1987—2003 гг. был Валерий Аркадьевич Вольховский. Его постановки «Процесс над Жанной Д’Арк» (Ж.Ануя, Б.Шоу, Г.Панфилова) и «Озерный мальчик» Павла Вежинова стали настоящими открытиями, новым художественным явлением в театральной жизни. Он поставил также такие серьёзные произведения, как «Мертвые души» и «Шинель» Н. Гоголя, «Се человек» В. Короткого, «Карьера Артуро Уи» Б. Брехта. Благодаря В. Вольховскому театр принял участие во многих российских и международных фестивалях.
В 2009 году театр был назван в честь народного артиста России, лауреата Государственных премий России В. А. Вольховского.
В 2020 году был объявлен тендер на капитальный ремонт и реконструкцию здания театра. Тендер на проведение реставрационных работ выиграла воронежская компания «Панорама». По условиям контракта к концу лета 2021 года компания должна была произвести ремонт фасада здания, обновить кровлю и систему отопления, а также оборудовать крышу и водостоки электрообогревом, и получить за это 90 млн рублей. В декабре 2020 стало известно, что в ходе ремонтных работ подрядчик почти полностью уничтожил исторический фасад вместе с архитектурной лепниной и собирается создать новый вентиляционный фасад из керамогранита. Это обстоятельство вызвало недовольство горожан.

## Репертуар театра
В современный репертуар театра входят произведения как для детей, так и для взрослых.

### Спектакли для взрослых
- «Шинель» (Н. В. Гоголь)
- «Пионовый фонарь» (С. Энте)
- «Королевский стриптиз» (Х. К. Андерсен, Ф. Г. Лорка, Е. Шварц)
- «Король Лир» (У. Шекспир)
- «„Анна Ахматова. Поэма без героя. Реквием“» (А. Ахматова)

### Спектакли для родителей с детьми с 10 лет
- «Маленький принц» (А. де Сент-Экзюпери)
- «Белый Бим Чёрное Ухо» (Г. Троепольский)
- «Каштанка» (А. Чехов)
- «„Волшебное кольцо“» (А. Платонов)

### Спектакли для детей
- «Али-баба и сорок разбойников» (В. Смехов)
- «Волшебная лампа Аладдина» (Н. Гернет)
- «Три поросенка и чёрный волк» (С. Михалков, В. Швембергер)
- «Солдат и Ведьма» (Е. Сперанский)
- «Бука» (М. Супонин)
- «Золушка» (Е. Шварц)
- «Винни-Пух и все-все-все…» (А. Милн)
- «Белоснежка и семь гномов» (Л. Устинов, О. Табаков)
- «Солнышко и снежные человечки» (А. Веселов)
- «Дикий» (В. Синакевич)
- «Теремок» (Из цикла «Русские народные сказки»)
- «Волк и семеро козлят» (Из цикла «Русские народные сказки»)
- «Две избушки и Морозко» (Из цикла «Русские народные сказки»)
- «Мёрзни, мёрзни, волчий хвост» (Из цикла «Русские народные сказки»)
- «Плывет, плывет кораблик по имени Маршак» (С. Маршак)
- «Дракон и Золотая Черепаха» (Н. Шувалов)
- «Тараканище» (К. Чуковский)
- «Сказки бабушки Корольковой»
- «Князь Владимир Красное Солнышко»
- «Это — мальчик-рисовальщик» (О. Мандельштам)
- «Зайка и бычок» (А. Барто)
- «Городок в табакерке» (В. Одоевский)
- «Сестра моя — Русалочка» (Л. Разумовский)
- «Детский дневник войны» (Д. Гранин)

## Факты
- В фойе на третьем этаже театра расположен Музей театральной куклы имени А. Веселова[3].
- На площади перед театром установлен памятник Белому Биму Чёрное ухо.
- Театр «Шут» награждён серебряным орденом «Зрительских симпатий»[4].
- Лауреат Премии имени Фёдора Волкова за вклад в развитие театрального искусства России.
- В мае 2019 года Театр совместно с Правительством Воронежской области организовал и провёл первый Международный фестиваль театров кукол «Формат Вольховского».

## Награды
- Премия Правительства Российской Федерации имени Фёдора Волкова за вклад в развитие театрального искусства Российской Федерации (27 августа 2015 года)[5]